# Oxytropis todomoshiriensis
Oxytropis todomoshiriensis là một loài thực vật có hoa trong họ Đậu. Loài này được Miyabe & Miyake miêu tả khoa học đầu tiên.